# Sveta Kri
Sveta Kri (nemško: Heiligenblut am Großglockner) je kraj v okraju Špital ob Dravi na Avstrijskem Koroškem. Kraj leži na višini 1.288 m ob vznožju Velikega Kleka nedaleč stran od ledenika Pastirica. Heiligenblut je začetna točka panoramske ceste Großglockner Hochalpenstraße.
Gotska romarska cerkev sv. Vincenca z njenim visokim zvonikom, zgrajena 1460-91, daje kraju značilno podobo, v njej so shranjene relikvije svete rešnje krvi, zraven nje pa se nahaja pokopališče.
Po legendi je relikvijo prinesel v te kraje iz Konstantinopla danski vitez Brikcij v letu 914. Na poti domov ga je presenetil in pod seboj pokopal snežni plaz. Njegovo telo so našli potem, ko so iz krvi zrasli v snegu trije klasi pšenice.

## Marko Pernhart
Marko Pernhart (1824-1871) slikar koroškoslovenskega rodu, je bil strastni slikar gorskih pokrajin in se je nešteto krat vzpel na vrh Velikega Kleka in Triglava, kjer je slikal znamenite panoramske slike v zgodnji dobi turizma še pred prihodom sodobnimi fotografskimi tehnikami. Zajel je številne perspektive, med dr. z vasjo Sveta Kri.
- Marko Pernhart: Sveta Kri in Veliki Klek
- Marko Pernhart: Sveta Kri in Veliki Klek
- Marko Pernhart: Sveta Kri in Veliki Klek

## Pobratena mesta
- Sodankylä, Finska
- Julian, Kalifornija, ZDA